# Dasybasis arauca
Dasybasis arauca är en tvåvingeart som beskrevs av Coscaron och Philip 1967. Dasybasis arauca ingår i släktet Dasybasis och familjen bromsar. Inga underarter finns listade i Catalogue of Life.